# Takanori Iwata
Takanori Iwata (岩田 剛典 Iwata Takanori?,  Nagoya, Prefectura de Aichi, 6 de marzo de 1989) es un bailarín y actor japonés, miembro de los grupos Sandaime J Soul Brothers y Exile. Iwata se graduó de la Universidad de Keiō.

## Filmografía

### Televisión
| Año  | Título                              | Papel                  | Cadena   | Notas                             | Ref.  |
| ---- | ----------------------------------- | ---------------------- | -------- | --------------------------------- | ----- |
| 2011 | Rokudenashi Blues                   |                        | NTV      | Episodio 7                        |       |
| 2014 | Dear Sister                         | Eihito Sakuraba        | Fuji TV  |                                   |       |
| 2015 | Senryoku-gai Sōsa-kan               |                        | NTV      | Especial de dos horas             |       |
| 2015 | Wild Heroes                         | Harutaro "Choco" Saeki | NTV      |                                   |       |
| 2015 | High & Low: The Story of S.W.O.R.D. | Junpei "Cobra" Hino    | NTV      |                                   |       |
| 2016 | Night Hero Naoto                    |                        | TV Tokyo | Episodio 5; escena de baile final | [ 4 ] |
| 2016 | Suna no Tou: Shiri Sugita Rinjin    | Kohei Ubukata          | TBS      |                                   | [ 5 ] |

| 2021 || Promise Cinderella || Seigo Kataoka ||

### Películas
| Año  | Título                                | Papel           | Notas     | Ref.  |
| ---- | ------------------------------------- | --------------- | --------- | ----- |
| 2014 | Crows Explode                         | Hiroki Shibata  |           |       |
| 2016 | Evergreen Love                        | Itsuki Kusakabe | Principal | [ 6 ] |
| 2016 | Road to High & Low                    | Cobra           |           |       |
| 2016 | High & Low: The Movie                 | Cobra           |           |       |
| 2016 | High & Low: The Red Rain              | Cobra           |           |       |
| 2017 | High & Low: The Movie 2 End of Sky    | Cobra           |           |       |
| 2017 | High & Low: The Movie 3 Final Mission | Cobra           |           |       |
| 2018 | Perfect World                         | Itsuki Ayukawa  | Lead role | [ 7 ] |
| 2018 | Last Winter, We Parted                | Kyosuke Yakumo  | Principal | [ 8 ] |
| 2018 | Vision                                |                 |           |       |

### Teatro
| Año  | Título                      | Papel             |
| ---- | --------------------------- | ----------------- |
| 2013 | Gekidan Exile: Attaku No. 1 | Shigemichi Furuse |
| 2013 | Monsieur!                   | Eishi Tozaki      |

### Photobooks
| Año  | Título                                                     |
| ---- | ---------------------------------------------------------- |
| 2014 | G Takanori Iwata Sandaime J Soul Brothers from Exile Tribe |

### Photo essays
| Año  | Título  |
| ---- | ------- |
| 2016 | Azzurro |